# Aricia albimaculata
Aricia albimaculata är en fjärilsart som beskrevs av Harrison 1906. Aricia albimaculata ingår i släktet Aricia och familjen juvelvingar. Inga underarter finns listade i Catalogue of Life.